# ستانلي أوكورو
ستانلي أوكورو (بالإنجليزية: Stanley Okoro)‏ (8 ديسمبر 1992 إنوغو نيجيريا - ) هو لاعب كرة قدم نيجيري.

## روابط خارجية
- ستانلي أوكورو على موقع الاتحاد الدولي (مؤرشف)  (الإنجليزية)
- ستانلي أوكورو على موقع قاعدة بيانات كرة القدم.إي يو (الإنجليزية)
- ستانلي أوكورو على موقع ناشيونال فوتبول تيمز (الإنجليزية)
- ستانلي أوكورو على موقع Soccerway.com (الإنجليزية)
- ستانلي أوكورو على موقع AS.com (الإسبانية)